# Bizancio
Bizancio (en griego antiguo: Βυζάντιον, romanizado: Byzàntion, en latín: Byzantium) fue una antigua ciudad helena situada en Tracia, en la parte occidental y europea de la entrada del estrecho del Bósforo, sobre una parte de la actual ciudad de Estambul, y que ha ocupado un lugar destacado en la Historia.
Colonia griega desde la Antigüedad, fue refundada por el emperador romano Constantino I el Grande en el año 330 bajo el nombre de Constantinopla (en griego: Κωνσταντινούπολις; Konstantinoúpolis). Fue la capital y el centro de la cultura clásica del Imperio romano de oriente, o Imperio bizantino según los bizantinistas, constituyendo el origen de la actual ciudad turca de Estambul.
Durante más de mil años conocida como Constantinopla, resistió todas las tentativas de conquista de sus diferentes enemigos, hasta su caída en manos de los turcos otomanos el 29 de mayo de 1453, lo que marcó su fin como ciudad grecorromana e inició el de ciudad turca, que finalmente adoptó el actual nombre de Estambul.
Se encontraba en un lugar estratégico, desde donde se podía controlar la navegación entre Europa Oriental, los Balcanes, el mar Egeo y el norte de África, incluyendo a Egipto y Asia Menor. Aunque, según Polibio en sus Historias, la ubicación por tierra no era tan favorable, pero por el mar controlaban la entrada al Ponto Euxino, por lo que nadie podía pasar sin su consentimiento.
En la zona del Ponto se comerciaba con esclavos y era rica en artículos de primera necesidad como ganado y otras mercancías de primera calidad como miel, cera y salazones de pescado, además de gran variedad de vinos y trigo.

## Fundación
La mayor parte de las fuentes atribuyen la fundación de Bizancio a Bizas (también llamado Bizante) que, según Esteban de Bizancio, era hijo de la ninfa Ceróesa, hija de Ío y de Poseidón. Está generalmente admitido que la ciudad era una colonia de la ciudad griega de Megara, pero nada indica que el contingente de oikistés (fundadores) no hubiera estado compuesto también por colonos de otras ciudades. Tradicionalmente, se utiliza la fecha fundacional de 667 a. C., la cual fue propuesta por el historiador Heródoto.
En el 628 a. C., se amplió la colonia con megarenses dirigidos por Zeuxipo. La ciudad tuvo a Hera como diosa tutelar. Se cree que inicialmente fue regida por una monarquía que dio paso a un gobierno aristocrático. Los habitantes originales de origen tracio, los bitinios, quedaron convertidos en esclavos.
Diodoro Sículo menciona la ciudad cuando narra la epopeya de los Argonautas:

...llegados a la embocadura del Ponto, descendieron a tierra; entonces reinaba en la región Bizante, de quien procede el nombre de la ciudad de Bizancio.

Veleyo Patérculo atribuye la fundación de la ciudad a los milesios  y Amiano Marcelino a los habitantes del Ática. Estas dos últimas explicaciones no son muy aceptadas. La utilización del dialecto dórico, la presencia de divinidades comunes, así como la iconografía de los tipos monetales en uso en la ciudad del Bósforo —muy parecidas a la iconografía megarense— avala la hipótesis de Megara como ciudad fundadora.
La toponimia derivaría del verbo buzō que significa: «estrechar», y sería una alusión a la fisonomía del Bósforo que es un «paso (poros) estrecho (buzō)». Sin embargo, no hay que descartar una probable influencia tracia, y que el topónimo pudiera derivar de la onomástica local, y que significara orilla, borde.

## Períodos arcaico, clásico y helenístico

Mapa con la posición de Bizancio y otras ciudades cercanas al Bósforo en la Antigüedad.

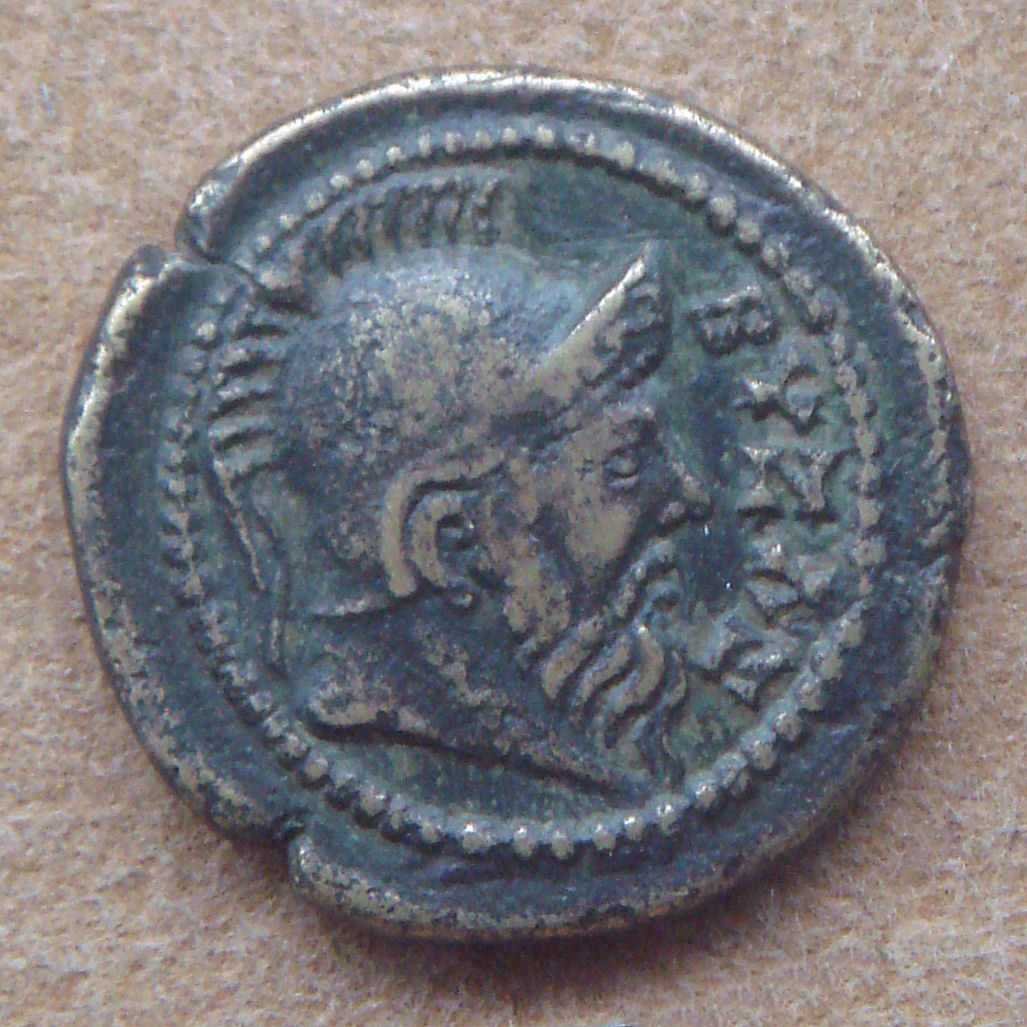
Moneda representando a Bizas.

Bizancio producía gran cantidad de cereales y de frutos. Según Polibio, Grecia obtenía de Bizancio cuero, esclavos, miel, cera y salazones, y le daba a cambio aceite y vino. A pesar de esta prosperidad, estaba rodeada de tribus tracias enemigas y expuesta incesantemente a sus incursiones. Su territorio era asolado y los productos de su tierra destruidos o saqueados por los bárbaros, cuya tribu de los Astes tenían su base en Bizye (griego antiguo Βιζύη, la actual Vize, en la provincia turca de Kirklareli).
Aunque situada en medio de los bárbaros, Bizancio era considerada griega, por su origen y sus costumbres. Era una de las ciudades helénicas del Helesponto. Su envidiable situación a la entrada del Bósforo, del que era la llave, le confería el papel de almacén del mundo griego, pues era una etapa ineludible para las naves cargadas de trigo del Ponto Euxino.
Su función de cerrojo del Bósforo —y por extensión, de la ruta del trigo póntico— explica que Atenas y Esparta se disputaran su alianza, y que los príncipes que querían debilitar a estas potencias y ejercer una influencia sobre Grecia, trataran de asegurarse su posesión. Bizancio, cuya historia es menos conocida que otras pequeñas polis de la Antigua Grecia, poseyó, no obstante, un gran papel político en el siglo IV a. C.
Ótanes, uno de los generales de Darío I, conquistó Bizancio durante la Campaña persa contra los escitas del 513 a. C.
En el 499 a. C., se unió a la revuelta jónica y, cuando en el verano del 493 a. C., la flota fenicia del rey persa se presentó ante la ciudad, los bizantinos huyeron a Mesembria.
El general espartano Pausanias se adueñó de la ciudad después del asedio de Sesto en el 478 a. C. pero algunos años después Cimón de Atenas obligó a Pausanias a abandonar Bizancio.
En el 446-445 a. C., pagaba un tributo de 15.7 talentos a la liga de Delos.
En el 440 a. C., los bizantinos y los samios se rebelaron contra Atenas, pero fueron sometidos.
En el 416 a. C. se unieron a los calcedonios e hicieron una expedición militar en Bitinia. Diodoro Sículo describe que durante la misma se llevaron a cabo actos de gran crueldad.
A lo largo de la guerra del Peloponeso, Bizancio fue presa de las dos facciones que sostenían los intereses de Esparta y de Atenas, y sometida con las otras ciudades del Helesponto, por turno, a la influencia de estas potencias victoriosas.
Tras la llegada de naves espartanas, Bizancio se sublevó contra la Liga de Delos en el 411 a. C., y se alió con los espartanos. Los atenienses, bajo el mando de Alcibíades la asediaron en 408 a. C. (Sitio de Bizancio (408 a. C.)), y finalmente la tomaron aprovechando la ausencia del comandante espartano Clearco, momento en el que Cidón, un bizantino que no quería ver a los suyos morir de hambre, abrió las puertas a los asediantes. Así Bizancio retornó a su estatus de ciudad tributaria-aliada de Atenas.
Los atenienses fueron expulsados en el 405 a. C., después de la batalla de Egospótamos y la toma de Atenas, que pusieron fin a la guerra de Peloponeso. Fue forzada por el espartano Lisandro a expulsar a la guarnición ateniense, y de recibir, como todas las ciudades de Grecia, un comandante lacedemonio o harmosta, e investido a la vez de la autoridad civil y militar. Lisandro, pues, estableció una guarnición dirigida por el harmosta Estenelao.
Cleandro era el harmosta de Bizancio cuando los Diez Mil que eran voluntarios al servicio de Ciro el Joven contra su hermano Artajerjes II, habiendo atravesado, tras mil peligros, una parte de Asia bajo el mando de Jenofonte, llegaron a las costas de Bitinia, frente a Bizancio. Quirísofo, comandante en jefe de los Diez mil, fue a Bizancio para conseguir barcos.
Anaxibio, navarca de la flota lacedemonia, a petición de Artajerjes, había invitado a los expedicionarios a cruzar el estrecho del Bósforo, prometiéndoles la soldada que se les debía, así como víveres cuando estuvieran en Bizancio; pero cuando estaban cerca, hizo cerrar las puertas de la ciudad. Irritados por esta perfidia, los griegos rompieron las puertas y entraron en Bizancio. Sólo Jenofonte la salvó del pillaje y resistió a aquellos que lo presionaban para tomar posesión de Bizancio y de sus riquezas.
En el 390 a. C. volvió a manos atenienses: Trasíbulo cambió el gobierno de la ciudad de una oligarquía a una democracia.
En el 363 a. C. fue visitada por una flota tebana dirigida por Epaminondas, que consiguió así entablar amistad con Bizancio y otras ciudades que hasta entonces eran aliadas de Atenas.
Durante la Guerra Social, Bizancio, Rodas y Quíos se unieron a la isla de Cos y a Mausolo, rey de Caria, en su enfrentamiento contra Atenas. El general ateniense Cares, que se había hecho con el control total de la flota ateniense, se retiró al Helesponto para iniciar las operaciones contra Bizancio. Los generales Timoteo, Hipócrates y el hijo de este, Menesteo fueron enviados a ayudarle durante la batalla naval que se preveía contra la flota del enemigo. Timoteo e Hipócrates no entablaron batalla debido a un vendaval, pero Cares sí y perdió casi toda la flota (357 a. C.). Atenas, a raíz de esto, se vio obligada a reconocer su independencia en el 355 a. C.
En el 340 a. C., Filipo, rey de Macedonia, que pretendía la hegemonía sobre todas las polis griegas la asedió. El estratego ateniense, Demóstenes envió socorro a los asediados. La flota ateniense y de sus aliados, dirigida nuevamente por Cares, se encontró con el navarca Amintas y los macedonios y fue derrotada. Cares fue sustituido por el general ateniense Foción, y Filipo, después de una largo asedio, fue obligado por Foción a batirse en retirada el año siguiente. Durante este asedio se forjó la leyenda de la intercesión de Hécate Fósforos, que agitó las antorchas en medio de la noche, y descubrió a las tropas de Filipo. Despertados por los ladridos de los perros de la ciudad, que reaccionaron ante el prodigio, los soldados de Bizancio se defendieron entonces victoriosamente contra el ataque macedonio.
En recuerdo de esto, se levantó un monumento; el símbolo de la ciudad desde aquella época fue la media luna, que aparecía en sus monedas y que en el siglo XV fue adoptado como emblema por los otomanos, y que probablemente fue en recuerdo de dicho acontecimiento. Para pagar la ayuda de Atenas, los habitantes de Bizancio y de Perinto, concedieron a los atenienses el privilegio de precedencia en los juegos y en las ceremonias (excluidas las religiosas) y se erigieron estatuas.
Entre el 336 a. C. y 323 a. C. estuvo en manos de los macedonios, durante el reinado de Alejandro Magno. Después de este, la ciudad recuperó cierta independencia.
En los años siguientes, los bizantinos combatieron a los tracios, a los que no pudieron dominar ni por las armas ni pagando tributo.
En 279 a. C., una invasión celta de los Balcanes, que había penetrado hasta Tracia bajo el mando de Comontorio, se estableció en los alrededores de Bizancio y sometió a sus habitantes a medidas extremas. Para rescatar sus tierras de los estragos a los que les amenazaban los bárbaros, impusieron un tributo a Bizancio anual en monedas de oro (tres mil al principio, después cinco mil, y diez mil), que se fue incrementando y finalmente se fijó en ochenta talentos, hasta que los gálatas fueron exterminados por los tracios.

Para pagar dicha cantidad, Bizancio hubo de imponer un derecho de paso por el Bósforo, lo que provocó la guerra con Rodas (consignada por Polibio), guerra en la que Bizancio fue aliada de Pérgamo, mientras que Bitinia lo fue de Rodas; los bizantinos apoyaron a Tibetes, un tío de Prusias I de Bitinia, que reclamó el trono; pero Prusias se apoderó de las posesiones de Bizancio en la costa asiática, mientras que los tracios continuaron presionando en la parte europea; la paz se firmó en el 219 a. C. con la mediación del rey gálata Cávaro, y fue desfavorable para Bizancio.

## Período romano
Durante las guerras macedónicas, entre Roma y Filipo V, los romanos otorgaron a Bizancio el título de ciudad confederada, por su ayuda. Bizancio apeló a Roma para solucionar disputas internas, y los romanos enviaron a Pisón, más bien como conquistador que como aliado.
En el año 191 a. C. la ciudad pasó a ser aliada de Roma, que la reconoció como ciudad libre, aunque posteriormente perdió dicho estatus (100 a. C.).
El emperador Claudio (10 a. C.‑54) rebajó temporalmente el tributo de la ciudad por las pérdidas de esta en la guerra contra los tracios. Vespasiano (9‑79) la incorporó a la provincia romana de Tracia.
El período antonino constituyó una época de apogeo económico, aunque la ciudad no recobró su pasado esplendor. La correspondencia de Trajano (53-117 a. C.) con Plinio el Joven, parece describir una ciudad desarrollada, cosmopolita, por la multitud de viajeros quienes se apretaban en los puertos y en los mercados. La ausencia de muchas ciudades importantes en Tracia justificó, probablemente, la política de los emperadores del siglo II. que aspiraban a urbanizar el interior de esta provincia considerada muy vasta y sobre todo salvaje. Vieja fundación griega, Bizancio apareció entonces como uno de los polos de helenismo local (con Perinto, sobre todo). Así es como los emperadores parece que velaron por la prosperidad de estas ciudades litorales en el siglo II.
Todo cambió, como consecuencia de la guerra civil que estalló tras el asesinato de Cómodo en el 192. En esta época, Bizancio se vio envuelta en la disputa entre el emperador romano Lucio Septimio Severo y Cayo Pescennio Níger, tomando partido por este último. Debido a esto, Severo sitió la ciudad, donde resistían los partidarios de Níger. Después de un asedio de tres años, memorable por la habilidad y la tenacidad del ataque, y sobre todo por la defensa, los bizantinos se rindieron. El vencedor, irritado, hizo masacrar a la guarnición y a los magistrados, saqueó y destruyó sus murallas y desmanteló la ciudad, la despojó de todos sus privilegios y dejó de tener un gobierno local; la dejó en el estado de una simple aldea, sometiéndola, con todos sus territorios, a la ciudad vecina y rival de Perinto, su metrópolis hasta Constantino.
Severo dejó Bizancio en tal estado de ruina y de desolación que según Dion Casio, historiador contemporáneo que la visitó en esa época, se habría podido pensar que había sido tomada no por los romanos, sino por los bárbaros.
Sin embargo, poco tiempo después el propio Severo, suavizó el castigo a instancias de su hijo Caracalla. La hizo reconstruir en gran parte, la embelleció con termas, pórticos y otros edificios y le dio el nombre de Augusta Antonina en honor de Caracalla. Caracalla restauró los derechos de la ciudad y de sus habitantes. El nuevo nombre no tuvo éxito y en cuanto Caracalla murió, la ciudad retomó su nombre original.
El papel de la ciudad se rodea de misterio durante el episodio de las incursiones godas (desde 238). Despojada de sus célebres murallas desde 196, Bizancio estaba sin defensa contra las expediciones de los bárbaros llegados por Tracia y por el Bósforo. Sin embargo, fue poco o nada golpeada por estas razias, al contrario que muchas ciudades de la Propóntide. De hecho, se piensa que la ciudad concluyó algún acuerdo con los invasores.
El siglo III es un período poco documentado de la historia de la ciudad, aunque las fuentes habituales tales como Dión Casio, Herodiano y la Historia de Augusto se refieren a Bizancio a veces. La ciudad se encontró a menudo, en el camino de las diversas expediciones contra los partos, después contra sus sucesores, los persas, dirigidas por los emperadores. Conservó su privilegio de acuñación monetaria hasta el reinado de Galieno (253-260), quien se lo quitó lo mismo que a otras ciudades. Este privilegio, mucho tiempo conservado, testimonia cierta importancia de la ciudad.
Después fue reconstruida de nuevo, pero en 262 el emperador Galieno se volvió a ensañar con la ciudad. Ordenó una matanza de ciudadanos y todas las familias antiguas desaparecieron, excepto las que no se encontraban en la ciudad. Fue reconstruida poco tiempo después.
Bajo el sucesor de Galieno, Claudio II (emperador que gobernó sólo del 268-270), los bizantinos lucharon contra los godos.
Puesta en juego en las luchas entre los tetrarcas, que siguieron a la abdicación (305) de Diocleciano, se reforzaron las murallas de Bizancio y ésta tomó partido, sucesivamente por Maximino Daya (308-313) y el de Licinio (308-324), quien se retiró allí después de la batalla de Adrianópolis y fue asediado por Constantino hasta que la ciudad se rindió.
Así, en el año 324 Constantino, el emperador que refundaría la ciudad de Constantinopla, vence al coemperador romano Licinio (Flavio Valerio Licinio Liciniano 250-325), transformándose en el hombre más poderoso del Imperio Romano y quedando como único emperador. En ese contexto decidió convertir la ciudad de Bizancio en la capital del Imperio, comenzando los trabajos para embellecer, recrear y proteger la ciudad. Para ello utilizó más de cuarenta mil trabajadores, la mayoría esclavos godos.
De este modo Bizancio fue incluida en el proyecto de reajuste geográfico del imperio concretado por él. Entre 324 y 330, este dio carta blanca a sus equipos de arquitectos y de decoradores para embellecer la vieja ciudad griega y darle el rango de residencia imperial. La ciudad fue adornada con numerosas obras de arte, seleccionadas y enviadas desde todas las provincias del imperio. El 11 de mayo de 330, se celebró la ceremonia que ratificó la creación de la ciudad de Constantino: Constantinópolis/Constantinopla.
La primera iglesia de la ciudad se atribuye a Andrés el Apóstol, quien, según Orígenes, fue el primer obispo de la ciudad.

## Bizancio después del Imperio bizantino

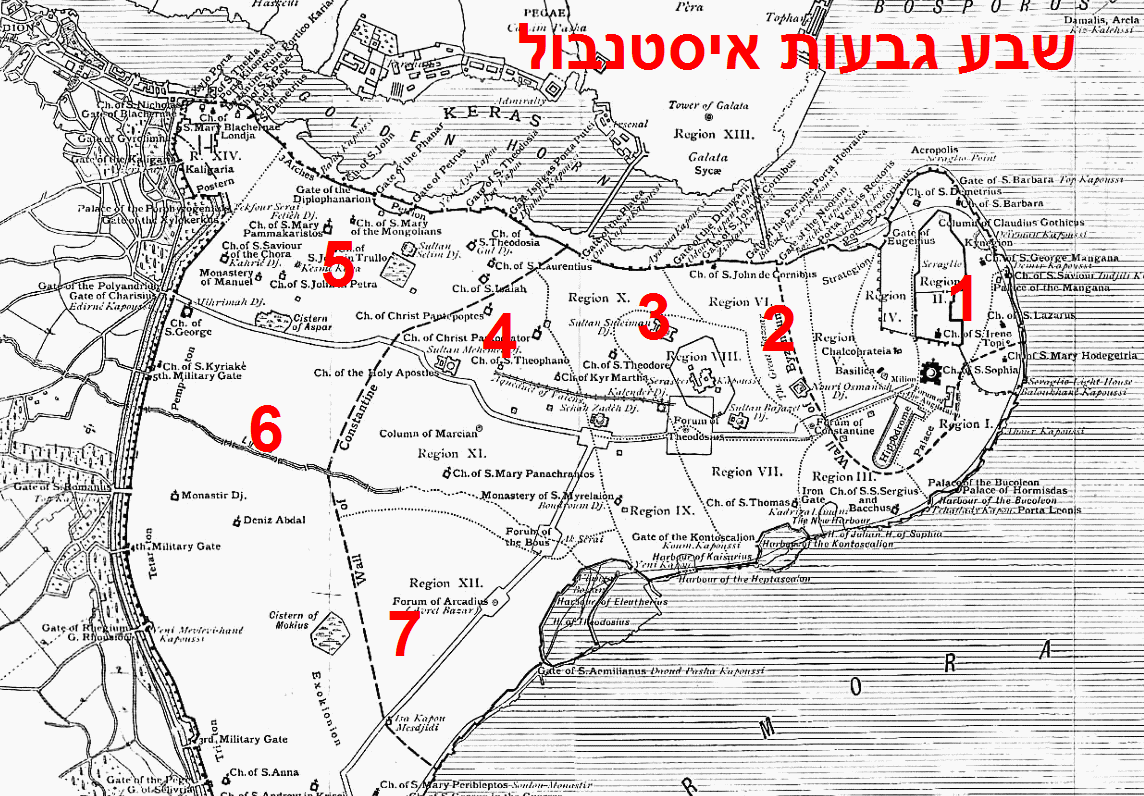
Las siete colinas de Bizancio.

El Imperio bizantino gozó de una gran prosperidad económica, gracias a una floreciente agricultura y a la vitalidad del comercio mediterráneo.
Es a partir de Hieronymus Wolf (1557), cuando comienza a hablarse de la «historia del Imperio bizantino» y de los «bizantinos» para designar al Imperio romano de Oriente, y a sus habitantes después del 330. Los interesados nunca habrían soñado con llamarse así ellos mismos. El término bizantino es una invención de la historiogafía humanista occidental y cristiana, que se sentía comprometida en la rehabilitación de los valores filosóficos de la Antigüedad, y que, no pudiendo tener éxito directamente frente al dogmatismo de la Iglesia católica, se aferró al césaro-papismo de Bizancio. Esta terminología no se impuso hasta el siglo XVIII. Recordemos que Montesquieu, por ejemplo, la empleaba.
Cualesquiera que fueran sus lenguas maternas, los «bizantinos» eran designados con el término «Romaioi» (Ρωμαίοι), es decir «romanos», porque ante sus ojos el Imperio romano había perdido el Occidente, pero continuaba en el Imperio romano de Oriente. Se encuentra el término también en los musulmanes, que hablaban de «Rüm» (Rûm) y de «Rumi».
En cuanto a la capital del imperio, se llamaba oficialmente Constantinopla, pero sus habitantes decían sencillamente «polis» (= la ciudad), de donde procede el nombre turco «Istanbul», deformación de «eis tên polin» (= en la ciudad).[cita requerida] Los eslavos, que le admiraban su grandeza, la llamaban «Tsarigrad» (de tsar = César y de grad = la ciudad; también conocida como «Zarigrado»).

## Nota
1. ↑  Esta fue la fecha elegida por Constantino I cuando celebró el aniversario n°1000 de la ciudad en el año 333.